# Steffani Otiniano
Steffani Otiniano, née le 7 août 1992 à Iquitos au Pérou, est une footballeuse internationale péruvienne. Elle joue au poste d'attaquant.

## Biographie

### Carrière en club
Steffani Otiniano a passé l'essentiel de sa carrière au Brésil où elle s'est fait un nom en jouant à l'Associacão Portuguesa (2014) puis au Boituva Futebol Clube (2015), Taubaté (2016-2017) et Embu das Artes (2018). En 2019, elle rentre au Pérou afin de jouer pour l'Universitario de Deportes où elle remporte le championnat. En janvier 2020, elle revient au Brésil lorsqu'elle signe au Minas ICESP.

### Carrière en équipe nationale
Malgré sa longue expérience dans des clubs brésiliens, elle n'est convoquée qu'en 2019 en équipe du Pérou afin de disputer les Jeux panaméricains de 2019 où elle se distingue en marquant deux buts.

#### Buts en sélection
| Buts en sélection de Steffani Otiniano | Buts en sélection de Steffani Otiniano | Buts en sélection de Steffani Otiniano | Buts en sélection de Steffani Otiniano | Buts en sélection de Steffani Otiniano | Buts en sélection de Steffani Otiniano | Buts en sélection de Steffani Otiniano |
|                                        | Date                                   | Lieu                                   | Adversaire                             | Score                                  | Résultat                               | Compétition                            |
| -------------------------------------- | -------------------------------------- | -------------------------------------- | -------------------------------------- | -------------------------------------- | -------------------------------------- | -------------------------------------- |
| 1.                                     | 31 juillet 2019                        | Estadio San Marcos, Lima (Pérou)       | Costa Rica                             | 1-0                                    | 1-3                                    | Jeux panaméricains 2019                |
| 2.                                     | 3 août 2019                            | Estadio San Marcos, Lima (Pérou)       | Panama                                 | 1-1                                    | 1-1                                    | Jeux panaméricains 2019                |

## Palmarès
| Universitario de Deportes - Championnat du Pérou (1) : - Championne : 2019. |  | Alianza Lima - Championnat du Pérou (1) : - Championne : 2022. |